# Elena Cornalba
Pour les articles homonymes, voir Cornalba (homonymie).
Elena Cornalba (née vers 1860 et morte après 1895) est une danseuse italienne dont la carrière s'est déroulée entre autres à Paris, à Londres et en Russie. Elle compte avec Amalia Ferraris, Virginia Zucchi, Carlotta Brianza et Pierina Legnani parmi les grandes ballerines italiennes de son époque qui ont développé la technique du ballet classique avec une grande virtuosité.

## Biographie
Elena Cornalba est selon toute vraisemblance une élève de Margherita Wuthier Casati à l'école de ballet de La Scala de Milan. Elle fait ses débuts le 2 janvier 1878 au Teatro Apollo de Rome dans le ballet Lore-Ley d'Hippolyte Monplaisir, dans une production de C. Merzagora. La première de La stella di Granata de Merzagora sur une musique de Costantino dall'Argine, le 24 février 1878 à l'Apollo est pour une elle un énorme succès, même si ce ballet ne remporte pas les suffrages.
Au début de l'année 1879, elle est au Teatro La Fenice de Venise, où à côté d'Enrico Cecchetti, elle danse dans les ballets Rolla de Luigi Manzotti sur une musique de C. Pontoglio et L. Angeli (11 janvier 1879) et Ondina d'A. Pallerini sur une musique de Dall’Argine (mars 1879). Elle est tellement acclamée que Cecchetti reste un peu dans l'ombre. Elle fait ses débuts à La Scala dans Dellia de Pallerini et Marenco, le 6 janvier 1880; mais ce ballet n'emporte pas le succès. Elle danse à Milan dans La Fille mal gardée de Peter Ludwig Hertel sur une chorégraphie de J. Mendez et Paul Taglioni (22 janvier 1880) et dans Le due gemelle de Pallerini (sur une musique de Ponchielli) qui est acclamé. Elle danse au Teatro Alhambra de Rome à la fin de l'année 1881.
Son séjour à Paris marque un sommet de sa carrière, de 1883 à la fin de 1886. Elle y danse à l'Eden-Théâtre, entre autres dans le rôle de la Civiltà (Civilisation), dans le fameux ballet Excelsior de Manzotti et Marenco, et en tant que soliste dans Siéba, avec la célèbre Virginia Zucchi (octobre 1883). Elena Cornalba est applaudie et fêtée à Paris, plus que dans son pays natal ; ainsi Le Figaro remarque:
« C'est une danseuse de primo cartello, sans rivale à Paris. Une prodigieuse élévation, des pointes infatigables, la force et la grâce réunies, tels sont les dons hors ligne qui lui ont valu les applaudissements sans fin. »
La Cornalba est engagée en 1887 en Russie au Théâtre Mariinsky de Saint-Pétersbourg, où elle travaille avec Marius Petipa. En décembre, elle danse le rôle-titre d'une reprise révisée de Fiammetta de Minkus et en février 1888 elle interprète Amata dans La Vestale sur une musique de Mikhaïl Ivanov (1849-1927); la Cornalba est louée pour sa technique brillante. En 1888, elle danse à l'Empire Theatre de Londres, puis retourne à Saint-Pétersbourg, où elle joue aux côtés d'Enrico Cecchetti le principal rôle féminin d'Ella dans le Le Talisman de Petipa et Riccardo Drigo, et la même année Giselle.
Plus tard, on la voit de nouveau à Londres: en mai 1892 à l'Empire-Theatre dans le ballet Versailles de Katti Lanner et J. Wilhelm sur une musique de L. de Wenzel et dans des représentations de Faust de Wilhelm Meyer Lutz et E. Ford. Après 1895, l'on perd la trace d'Elena Cornalba. La date et le lieu de sa mort sont inconnus.